# 트리하우스 (기업)
트리하우스(Treehouse)는 2011년 시작된 온라인 교육 플랫폼이다. HTML, CSS 등 마크업 언어, 포토샵, 일러스트레이터와 같은 응용 프로그램, PHP, 자바스크립트, 루비, Objective-C 등 프로그래밍 언어 관련 수업 및 사업 시작을 위한 교육이 제공된다.